# Alduslöv
Alduslövet eller Hedera (❦) (latin: murgröna) är ett av de äldsta typografiska ornamenten och står att finna i tidiga grekiska inskriptioner. Det är uppkallat efter den venetianske tryckaren Aldus Manutius som på 1400-talet ofta använde det i böcker och andra trycksaker och därigenom svarade för dess spridning. I äldre tryck kan man ofta använda sig av alduslövet för att särskilja olika tryckerier från varandra.
Alduslövet hör i typografiskt hänseende till utsmyckningselementen, de så kallade fleuronerna (från franska fleur, "blomma"), vilka hämtar sitt uttryck från växters former. Därför har det också främst en dekorativ funktion, även om det ofta används för att märka ut eller separera avdelningar i en bok. Ibland används någon annan dekoration för detta ändamål, såsom en asterism, en horisontell linje eller tre punkter. Alduslövet används även som inramning av rubriker, betoningar eller paginering. Den tyske typografen Hans Peter Willberg använder i sin bok Schriften erkennen från 2003 lövet för att markera början på tilläggskommentarer.
De två lövens Unicode-kod är U+2766 respektive U+2767 med namnen floral heart bullet och rotated floral heart bullet. Det tyska förlaget Verlag Hermann Schmidt använder alduslövet som varumärke.

## Referenser

Alduslöv, stående och liggande.